# LPGA Tour 2011
De LPGA Tour 2011 was het 62ste seizoen van de Ladies Professional Golf Association Tour. Het seizoen begon met de Honda PTT LPGA Thailand, in februari, en eindigde met het CME Group Titleholders, in november. Er stonden 25 toernooien op de agenda, inclusief de tweejaarlijkse Solheim Cup.

## Kalender
| Data  | Data  | Toernooi                         | Stad             | Winnaar              | Score                | Score                | Info                    |
| ----- | ----- | -------------------------------- | ---------------- | -------------------- | -------------------- | -------------------- | ----------------------- |
| 17-02 | 20-02 | Honda LPGA Thailand              | Chonburi         | Yani Tseng           | 273                  | –15                  |                         |
| 24-02 | 27-02 | HSBC Women's Champions           | Singapore        | Karrie Webb          | 275                  | –13                  |                         |
| 18-03 | 20-03 | RR Donnelley LPGA Founders Cup   | Phoenix          | Karrie Webb          | 204                  | –12                  | Nieuw toernooi          |
| 24-03 | 27-03 | Kia Classic                      | Carlsbad         | Sandra Gal           | 276                  | –16                  |                         |
| 31-03 | 03-04 | Kraft Nabisco Championship       | Rancho Mirage    | Stacy Lewis          | 275                  | –13                  |                         |
| 21-04 | 24-04 | Tres Marias Championship         | Morelia          | Toernooi geannuleerd | Toernooi geannuleerd | Toernooi geannuleerd | Toernooi geannuleerd    |
| 28-04 | 01-05 | Avnet LPGA Classic               | Mobile           | Maria Hjorth         | 278                  | –10                  |                         |
| 19-05 | 22-05 | Sybase Match Play Championship   | Gladstone        | Suzann Pettersen     | 1up                  | 1up                  | runner-up: Cristie Kerr |
| 28-05 | 29-05 | HSBC LPGA Brasil Cup             | Rio de Janeiro   | Mariajo Uribe        | 135                  | –9                   | Exhibitietoernooi       |
| 03-06 | 05-06 | ShopRite LPGA Classic            | Galloway         | Brittany Lincicome   | 202                  | –11                  |                         |
| 09-06 | 12-06 | LPGA State Farm Classic          | Springfield      | Yani Tseng           | 267                  | –21                  |                         |
| 23-06 | 26-06 | Wegmans LPGA Championship        | Pittsford        | Yani Tseng           | 269                  | –19                  |                         |
| 07-07 | 11-07 | US Women's Open                  | Colorado Springs | So Yeon Ryu          | 281                  | –3                   |                         |
| 21-07 | 24-07 | Evian Masters                    | Évian-les-Bains  | Ai Miyazato          | 273                  | –15                  |                         |
| 28-07 | 31-07 | Ricoh Women's British Open       | Carnoustie       | Yani Tseng           | 272                  | –16                  |                         |
| 19-08 | 21-08 | Safeway Classic                  | Portland         | Suzann Pettersen     | 207                  | –9                   |                         |
| 25-08 | 28-08 | Canadian Pacific Women's Open    | Winnipeg         | Brittany Lincicome   | 275                  | –13                  |                         |
| 09-09 | 11-09 | Walmart NW Arkansas Championship | Rogers           | Yani Tseng           | 201                  | –12                  |                         |
| 15-09 | 18-09 | Navistar LPGA Classic            | Prattville       | Lexi Thompson        | 271                  | –17                  |                         |
| 23-09 | 25-09 | Solheim Cup                      | Dunsany          | Europa               | 15-13                | 15-13                |                         |
| 06-10 | 09-10 | LPGA KEB-HanaBank Championship   | Incheon          | Yani Tseng           | 202                  | –14                  |                         |
| 14-10 | 16-10 | Sime Darby LPGA Malaysia         | Kuala Lumpur     | Na Yeon Choi         | 269                  | –15                  |                         |
| 20-10 | 23-10 | Sunrise LPGA Taiwan Championship | Yang Mei         | Yani Tseng           | 272                  | –16                  | Nieuw toernooi          |
| 04-11 | 06-11 | Mizuno Classic                   | Shima            | Momoka Ueda          | 200                  | –16                  |                         |
| 10-11 | 13-11 | Lorena Ochoa Invitational        | Guadalajara      | Catriona Matthew     | 276                  | –12                  |                         |
| 17-11 | 20-11 | CME Group Titleholders           | Orlando          | Hee Young Park       | 279                  | –9                   |                         |

| Majors |  | po = winnares na play-off |